# Christian von Ompteda
Christian Friedrich Wilhelm von Ompteda (26 novembre 1765 – 18 giugno 1815) colonnello e più tardi brigadiere, fu il comandante di una brigata della King's German Legion, divisione di Alten, nel corso della definitiva sconfitta di Napoleone Bonaparte a Waterloo (18 giugno 1815).
Il suo comportamento nel corso della battaglia è ricordato da un'iscrizione posta sul muro esterno della fattoria de la Haie Sainte, dove l'unità della King's German Legion, da lui comandata, fu impegnata in sanguinosi scontri con i francesi.
Alla testa dei suoi uomini, in un disperato contrattacco ordinatogli per recuperare terreno innanzi alla fattoria, von Ompteda fu circondato da unità di cavalleria francese e la sua brigata letteralmente tagliata a pezzi.
Il suo contegno fu così impavido che gli stessi fanti francesi cercarono di risparmiargli la vita, invano.